# St-Étienne (Nevers)
Die ehemalige Prioratskirche Saint-Etienne liegt in der Stadt Nevers in Zentralfrankreich, in der Région Bourgogne, im Département Nièvre, etwa 60 Kilometer südöstlich von Bourges. Sie ist, trotz starker Verstümmelung ihrer drei Türme, eine der besterhaltenen Kirchen der frühen Romanik Frankreichs.

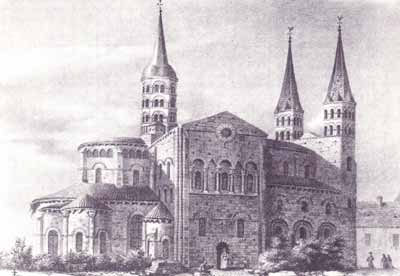
Saint-Etienne Nevers, ehemalige Abteikirche, Ansicht von N-O, vor 1792

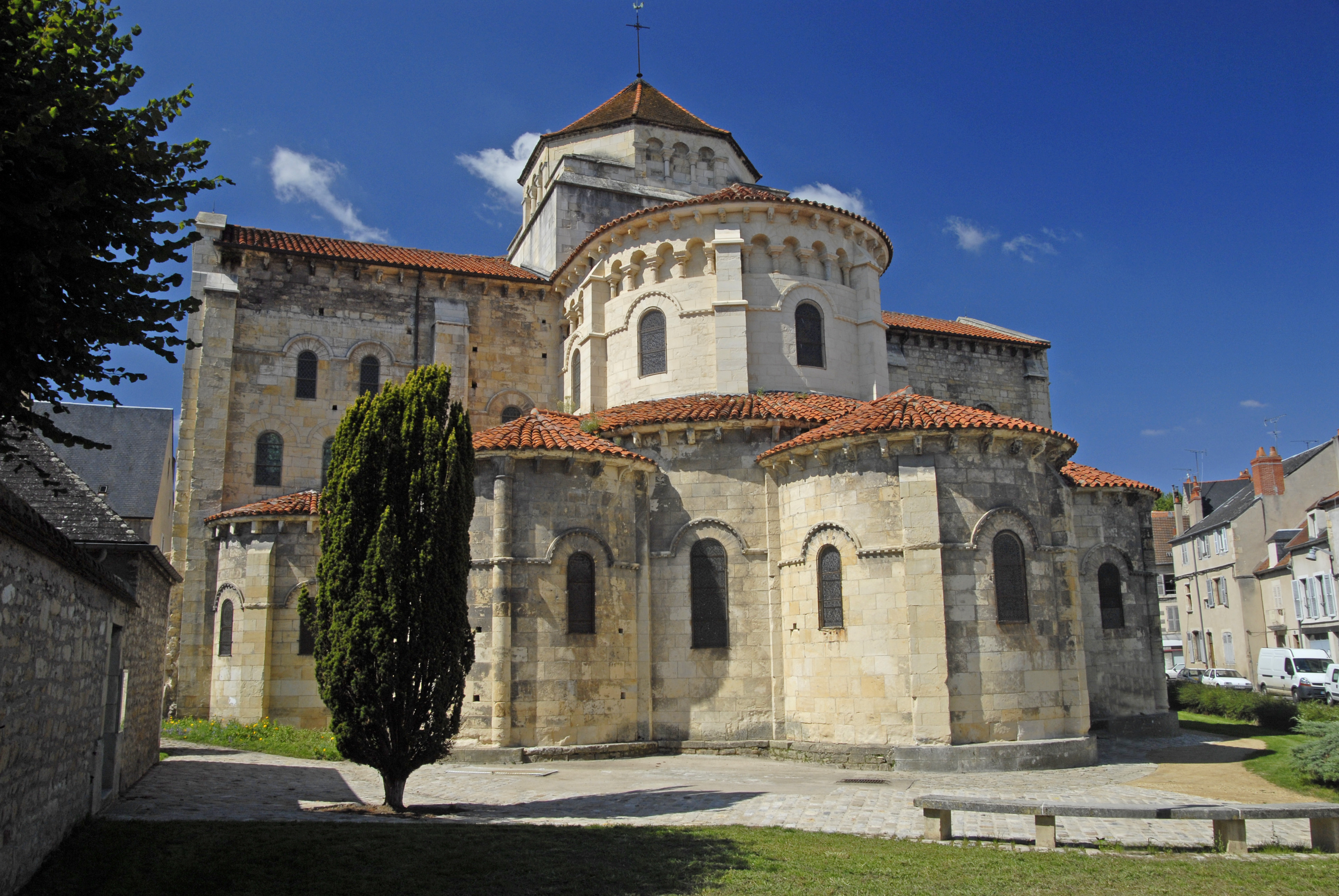
Chorhaupt, Querhaus und Vierung

## Geschichte
Rund um die erste bischöfliche Kathedrale von Nevers auf dem höchsten Punkt der Anhöhe über der Loire, zu Beginn des 6. Jahrhunderts gegründet und St-Cyr und Ste-Julitte, dem Doppelpatrozinium  des Heiligen Quiricus und seiner Mutter Julitta unterstellt, gruppierten sich im frühen Mittelalter mehrere Klöster und Kirchen, die in den folgenden Jahrhunderten zu Pfarreien wurden.
Die Geschichte der Kirche Saint-Etienne (Heiliger Stephanus) begann am Anfang des 7. Jahrhunderts mit dem Zusammenschluss einer Gemeinschaft von Nonnen, die sich den Regeln des irischen Wandermönchs und Missionars, des Heiligen Columban von Luxeuil (543–615) unterworfen hatten. Das Kloster mit seiner Kirche Saint-Columban befand sich an der Stelle der heutigen Kirche, die im frühen Mittelalter in einem Vorort der Stadt Nevers lag. Nach zahlreichen Schäden und Zerstörungen in den folgenden Jahrhunderten verschwand das Kloster und wurde nicht mehr erwähnt.

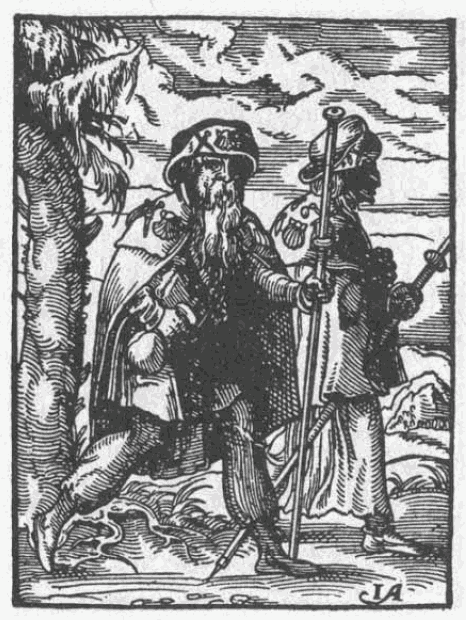
Jakobspilger, Darstellung von 1568

Der Platz hatte jegliche Kultfunktion verloren, als sich eine Gemeinschaft von Kanonikern dort nach einigen Jahren niederließ, die dem Heiligen Silvester I. gewidmet war. Im Jahr 1063 beschloss Bischof Hugues de Champallement das Kloster zur Abtei zu erheben. Die Gemeinschaft der Chorherren wurde, was damals häufig vorkam, bald durch Benediktinermönche ersetzt. Im Jahr 1068 wurde das Kloster durch die Schenkung von Bischof Mauguin eine Cluny unterstellte Abtei, und man begann mit dem Bau der großen romanischen Kirche. Die Gebäude des Klosters wurden bald wieder aufgebaut. Die Bauarbeiten wurden unterstützt durch die Initiative des Grafen Guillaume I. (Wilhelm I.) von Nevers.
Nevers lag an einer der vier Hauptpilgerrouten des „Jakobswegs“ nach Santiago de Compostela, die Via Lemovicensis, mit dem Ausgangsort der nahen Abtei Vézelay. Im 11. und 12. Jahrhundert wuchs die Wallfahrt zu besonderer Blüte heran. Der Neubau sollte die ständig anwachsenden Pilgerströme aufnehmen können. Dieser Umstand führte zu der für eine Vorortkirche riesigen Dimension und zur Beschleunigung der Bauarbeiten. Ihr Fassungsraum wurde durch den Einbau von Tribünen zusätzlich vergrößert, immerhin übernachteten viele der Pilger in den Kirchen. Der Grundriss des Umgangschors mit Radialkapellen ist bedingt durch ihre Funktion als Pilgerkirche. Auf den Altären der Kapellen konnten die Reliquien ausgestellt und verehrt werden. Die Spenden der Pilger trugen wesentlich zur Realisierung des großen Bauwerks bei.
Schon nach einer Bauzeit von 29 Jahren wurde die Kirche am 13. Dezember des Jahres 1097 von Bischof Martin von Chartres konsekriert und dem Patronat Saint-Etienne anvertraut. Es ist wahrscheinlich, dass sie zu diesem Zeitpunkt zur Bischofskirche erhoben wurde, obwohl zu ihrer Fertigstellung noch die Einwölbung des Schiffs fehlte. Vermutlich hatten die Baumeister ursprünglich vor, das Schiff mit einer ebenen Holzbalkendecke zu überdecken. Erst 1100 soll der Entschluss gefasst worden sein, das Mittelschiff mit einer Tonne auf Gurtbögen einzuwölben.
Im 12. Jahrhundert hat man an die Westfassade des Langhauses in ihrer ganzen Breite einen massiven offenen Narthex angebaut. Diese Erweiterung des Grundrisses erhöhte noch einmal die Aufnahmekapazität der Pilgerkirche.
Während der Streitigkeiten zwischen England und Frankreich um Aquitanien, die nach der Mitte des 12. Jahrhunderts begannen, ließen die Pilgerströme nach. Die Kriege des 13. und 14. Jahrhunderts ließen sie gänzlich versiegen. Wie vielen der großen Pilgerkirchen ging es auch Saint-Etienne, sie verlor ihre Bedeutung als Pilgerstation.
Die Vorstadtkirche Saint-Etienne stand unter der Aufsicht des Priors und behielt ihre Unabhängigkeit bis zum 16. Jahrhundert.
Im Hundertjährigen Krieg wurden die Gebäude des Klosters bei dem Brand von 1420 beträchtlich zerstört. Sie wurden im 18. Jahrhundert teilweise wiederaufgebaut.
In der Französischen Revolution wurde Saint-Etienne profaniert, sie diente als Scheune. Im Jahr 1792 hat man ihre drei Glockentürme bis auf die heutigen Turmstümpfe gekappt und den romanischen Narthex vollständig abgebrochen.
Zu Beginn des 19. Jahrhunderts wurde sie wieder konsekriert, sie wurde Pfarrkirche.
Im Jahr 1840 stellte man sie unter Denkmalschutz. Im 19. und 20. Jahrhundert erfolgten mehrere Restaurierungen: Die erste von 1846 bis 1851, weitere von 1892 bis 1902 (Restauration der Fassade) und 1905 (Gewölbe des Kirchenschiffs) und schließlich 1910 (nördlicher Querhausarm und Wiederherstellung zweier Kapellen). 1974 fanden in der Vierung archäologische Ausgrabungen statt. Dabei wurden die Grundmauern des Vorgängerbaus gefunden, der mit einem tiefen Chor mit Apsis und mindestens einer Kapelle im nördlichen Querhausarm ausgestattet sein musste. Man fand auch Sarkophage und ein Mosaik. Vermutlich sind das Überreste von Saint-Colomban.
Trotz der beträchtlichen äußeren Verstümmelungen während der Revolution und der vollständigen Entfernung des Narthex, und trotz der aufwändigen Restaurierungsarbeiten, hat sich eine reine romanische Architektur in solcher Vollständigkeit erhalten, dass man bei Saint-Etienne von einer der schönsten und besterhaltenen Kirchen der frühen Romanik in Frankreich spricht.

## Kirche
Abmessungen (circa, ohne Vorlagen)

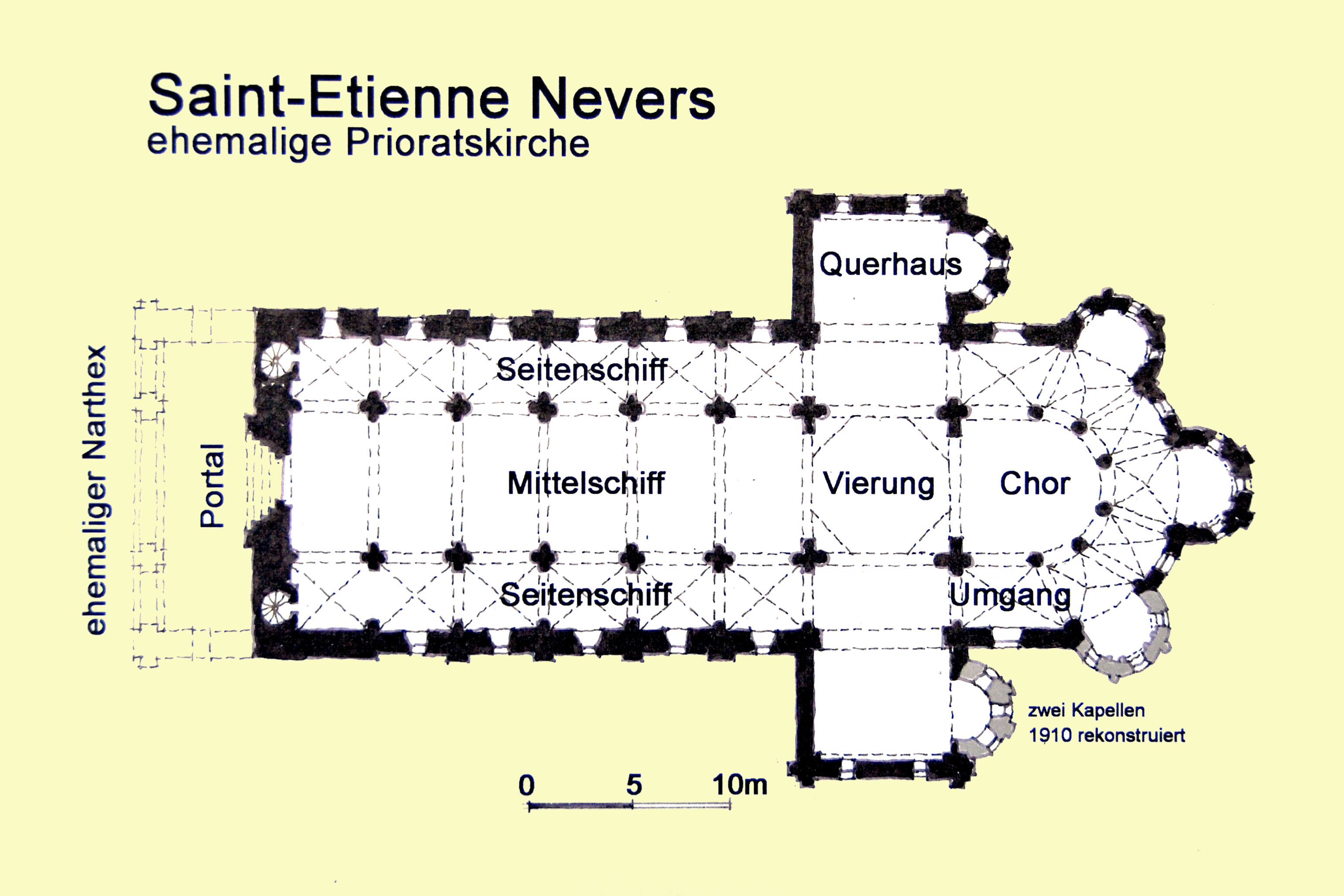
Grundriss, Handskizze, genordet (oben = Norden)

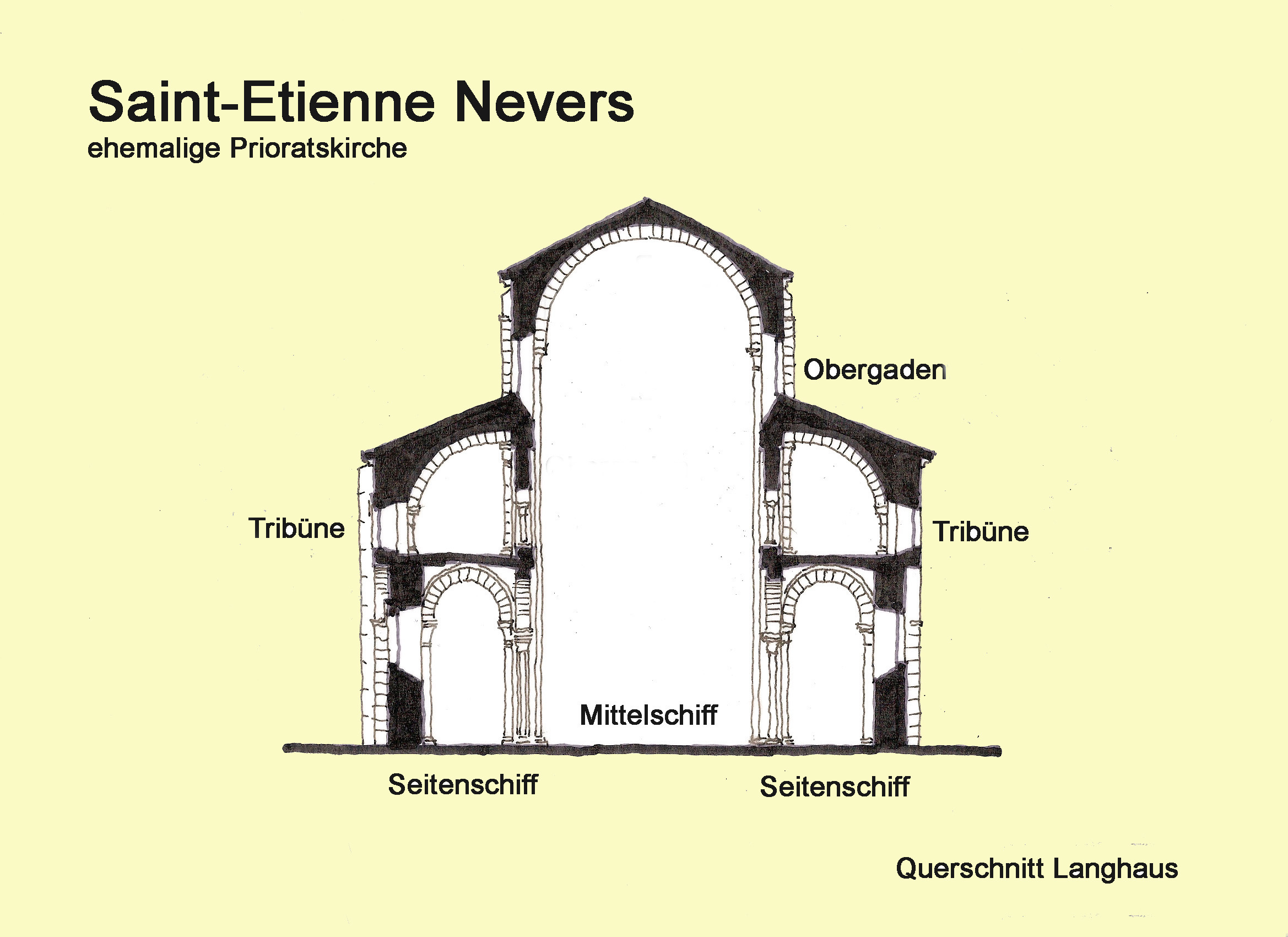
Querschnitt, Handskizze

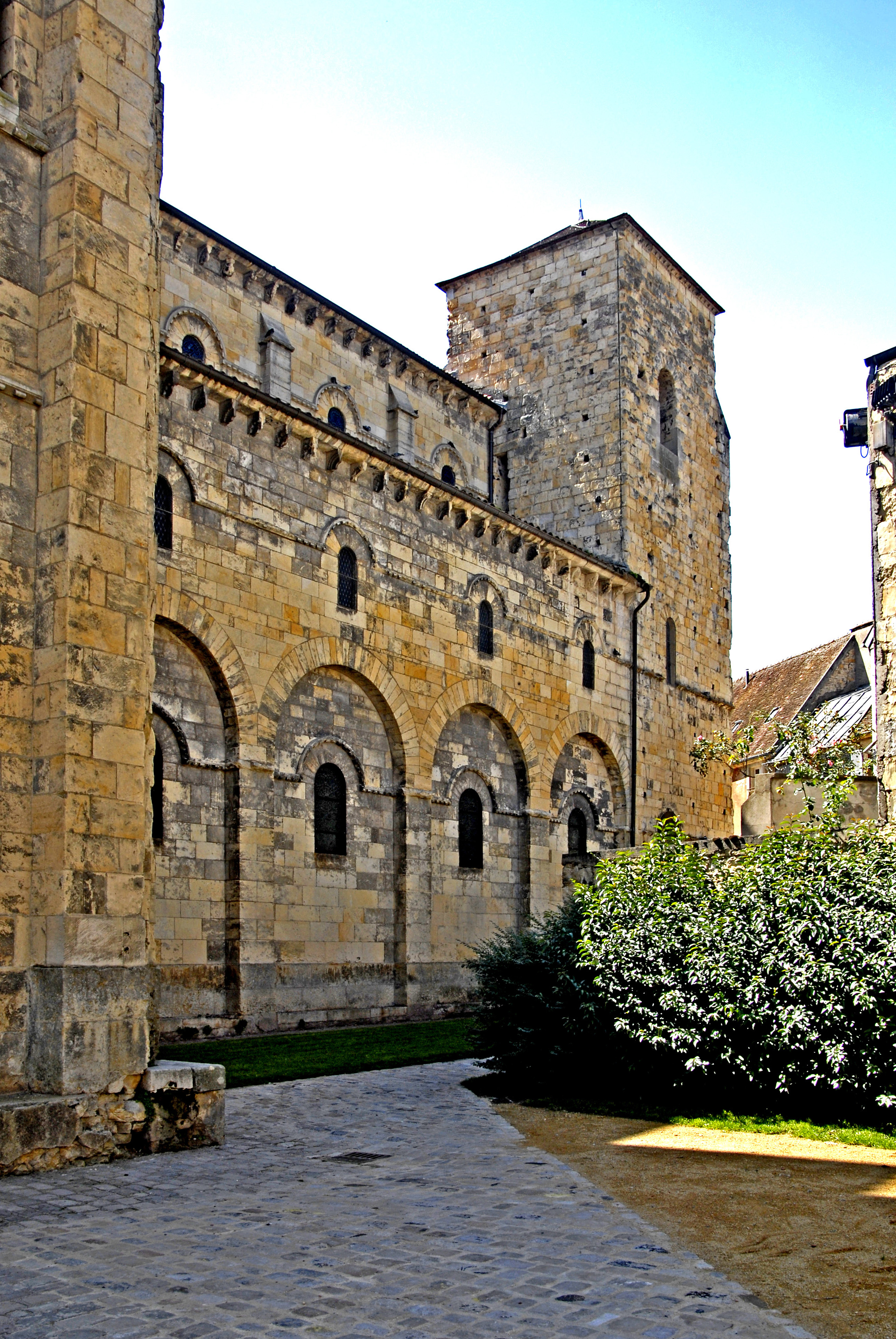
Nördliche Langhausseite

- Länge über alles, außen (Langhaus+Querhaus+Chor+Umgang+Kapelle): 50,20 m
- Breite (Querhauslänge), außen: 29,50 m
- Länge des Langhauses, außen: 26,80 m
- Langhauslänge, innen: 25,50 m
- Langhausbreite, innen: 14,50 m
- Querhauslänge, innen: 27,30 m
- Querhausbreite, innen: 6,80 m
- Chorbreite, innen: 6,60 m
- Mittelschiffhöhe im Scheitel 16,00 m

Das Gebäude überrascht außen wie innen durch den fast gänzlichen Verzicht auf skulpturalen Schmuck, etwa der Kapitelle, Friese oder sonstigem Dekor. Der Raumeindruck und die äußeren Ansichten beziehen ihre Wirkung auf den Betrachter allein aus der Architektur, der Reinheit der Baukonzepte und der Kühnheit der Konstruktionen. Skulpturenschmuck findet man fast nur an den Kragsteinen unter den Traufgesimsen und vereinzelt auf wenigen Kapitellen.

### Äußere Gestalt

#### Langhaus

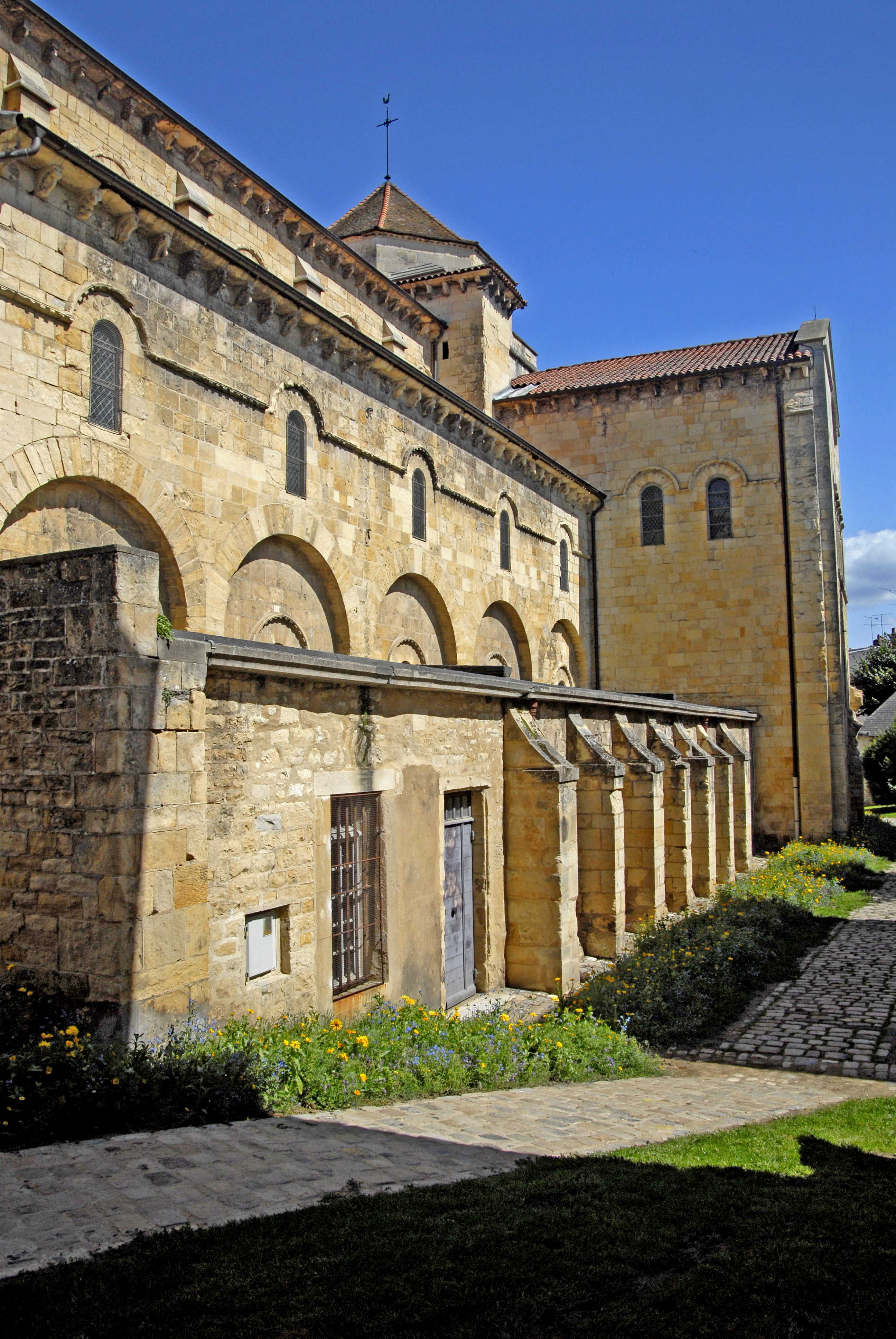
Südliche Langhausseite

Das dreischiffige Langhaus besteht aus sechs Jochen. Das Mittelschiff überragt die zweigeschossigen Seitenschiffe um ein hohes drittes Geschoss und ist ebenso deutlich höher als das Querhaus. Vor dem ersten Joch ragt die knapp zwei Meter dicke Fassadenwand auf bis über die Traufhöhe des Mittelschiffs. Sie wird in etwa gleicher Dicke um die Gebäudeecken herumgeführt und bildet damit zwei der äußeren Wände der beiden Fassaden-Glockentürme. Die beiden unteren Geschosse der Türme werden innen durch das erste Joch der Seitenschiffe und der Tribünen gebildet, mit zwei offenen Seiten zu den Schiffen. Darüber bekommen die oberen Turmgeschosse jeweils noch die dritte und vierte Außenwand hinzu.

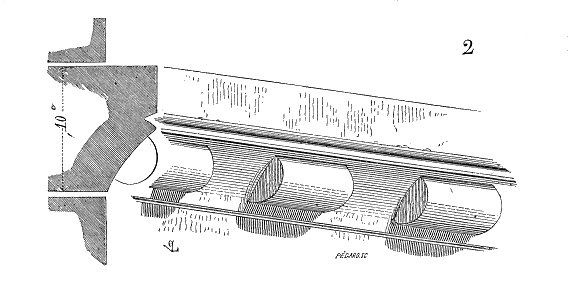
Kragprofil mit einfachem Rollenfries, Viollet le Duc

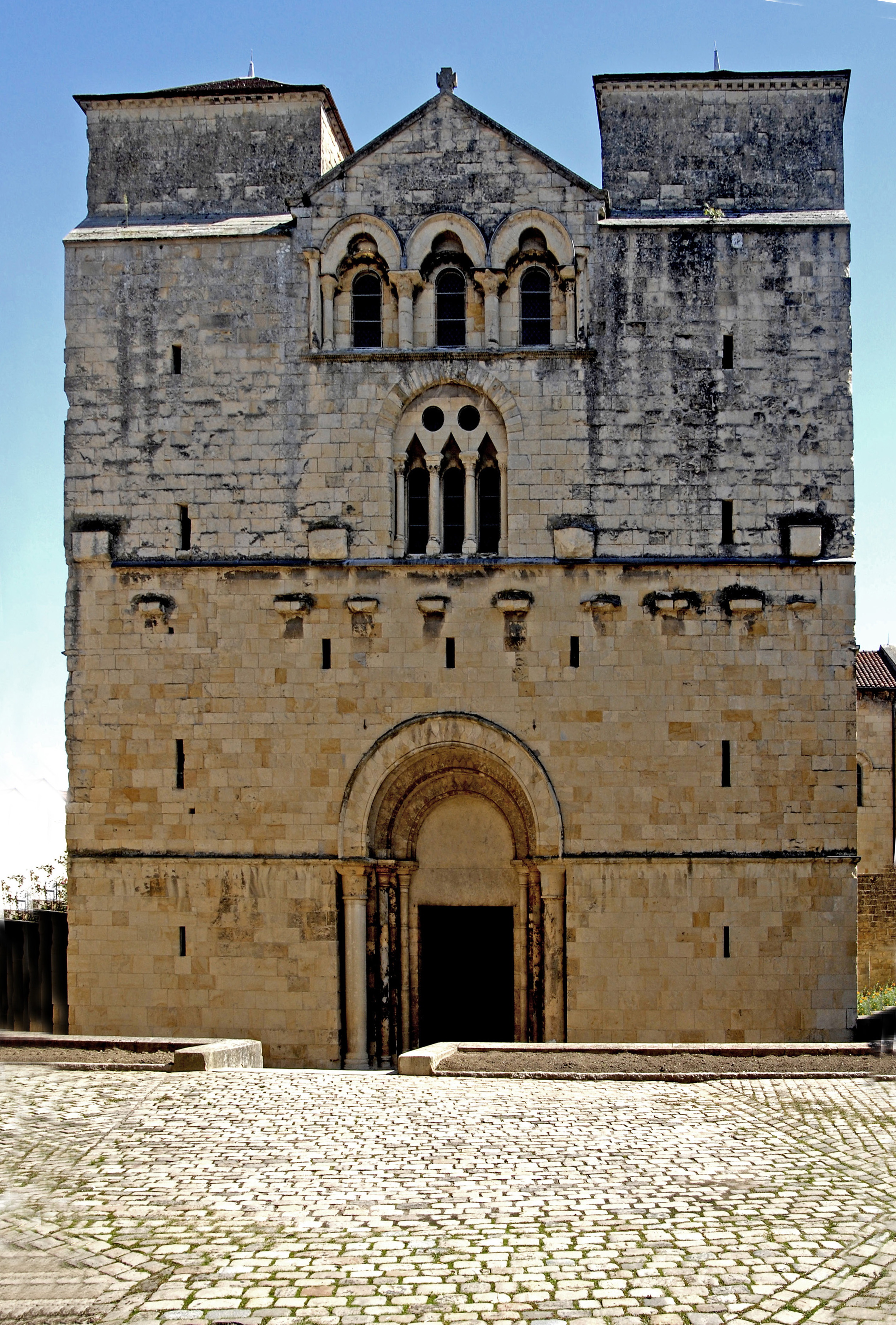
Fassade

Die nördliche Außenwand des zweigeschossigen Seitenschiffs weist in den Jochen 2 bis 6 fünf Blendarkadennischen mit halbkreisförmigen Rundbögen auf, deren Scheitel bis etwa zwei Drittel der Traufhöhe hinaufreichen. Die glatten Keilsteine der Bögen wie auch die Wandpfeiler zwischen den Nischen verlaufen oberflächenbündig mit der ebenen Wandoberfläche des zweiten Geschosses, die bis unter die Traufe reicht. Nahezu zentral öffnet sich in jeder der Arkadennischen ein kleines rundbogiges Fenster. Der Bogen am äußeren Rand der Keilsteine wird von einem schmalen Kragprofil mit einfachem Rollenfries umschlossen. An den Bogenansätzen knickt das Profil waagerecht ab und läuft dann weiter über alle Nischen und Wandpfeiler hinweg über die ganze Länge der nördlichen Langhauswand. Eine Etage höher wiederholt sich die Reihung der fünf rundbogigen Fenster in kleinerer Dimension. Auch diese Fenster werden von dem gleichen Kragprofil umschlossen, welches sich dann wieder wie im Erdgeschoss über die ganze Wand waagerecht fortsetzt, auch im Bereich des Turms im ersten Joch, in dem allerdings keine Arkadennische existiert. Das Fenster im zweiten Geschoss des Turms wurde etwas höher angeordnet, weil vermutlich im Inneren dort das Gewölbe der Tribüne fehlt. Auf dieser Seite des Turms, kurz unter dem Rücksprung der Fassadenseite, gibt es noch ein einzelnes größeres Rundbogenfenster, vermutlich eine Schallluke.
Die nördliche Außenwand des Mittelschiffs ist nur fünf Joche lang, weil sie gegen den nördlichen Turmstumpf stößt, der sich im Bereich von Joch eins befindet. Die fünf Joche (2 bis 6) werden durch rechtwinklige Pfeilervorlagen getrennt. Die Obergaden haben etwa die gleiche Größe, wie die Fenster der Tribünen-Etage, und sind umfasst von dem in den unteren Geschossen vorkommenden Kragprofil, dass sich wieder über die ganze Wand fortsetzt. Die Traufen sind wie im Geschoss darunter ausgebildet.
Die südlichen und nördlichen Außenwände des Langhauses sind untereinander gleich gegliedert. Ein Unterschied ergibt sich an der Südseite im ersten Joch, das hier kein Fenster enthält. Außerdem ist dort nahezu in ganzer Länge des Langhauses ein „moderner“ Anbau angefügt, vermutlich mit Sakristei und Stauräumen. Hier schloss wahrscheinlich der Kreuzgang der ehemaligen Abtei an.
Die flach geneigten Sattel- und Pultdächer sind mit roten Hohlziegeln in römischer Form eingedeckt. Die steinernen weit ausladenden Traufgesimse werden von teilweise aufwändig skulptierten Kragsteinen getragen. Heute gibt es an den Traufen Regenrinnen, die über Fallrohre entwässern, eine neuzeitliche Zugabe.

#### Fassade

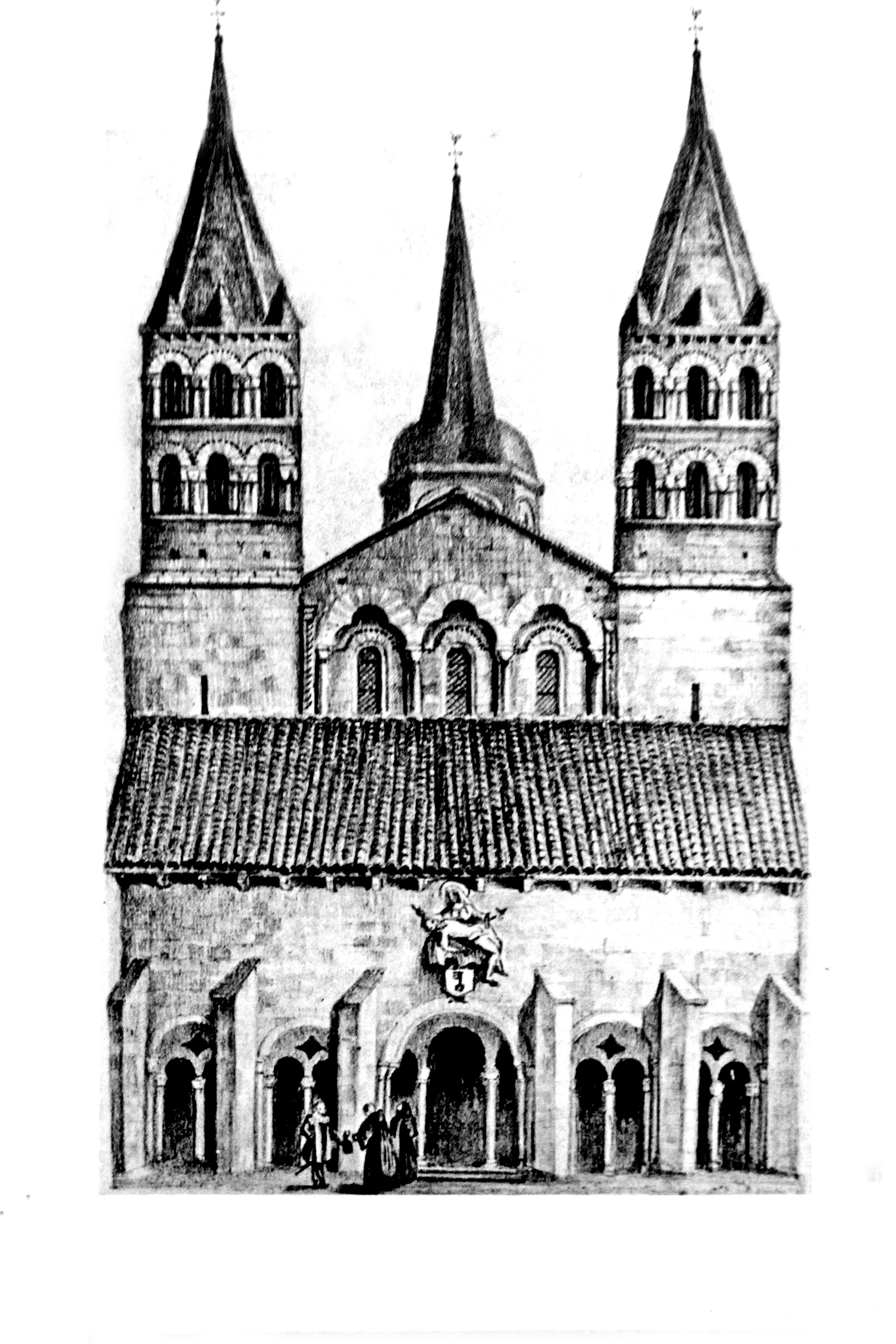
Fassade mit Narthex und Türmen, vor 1792, alte Grafik

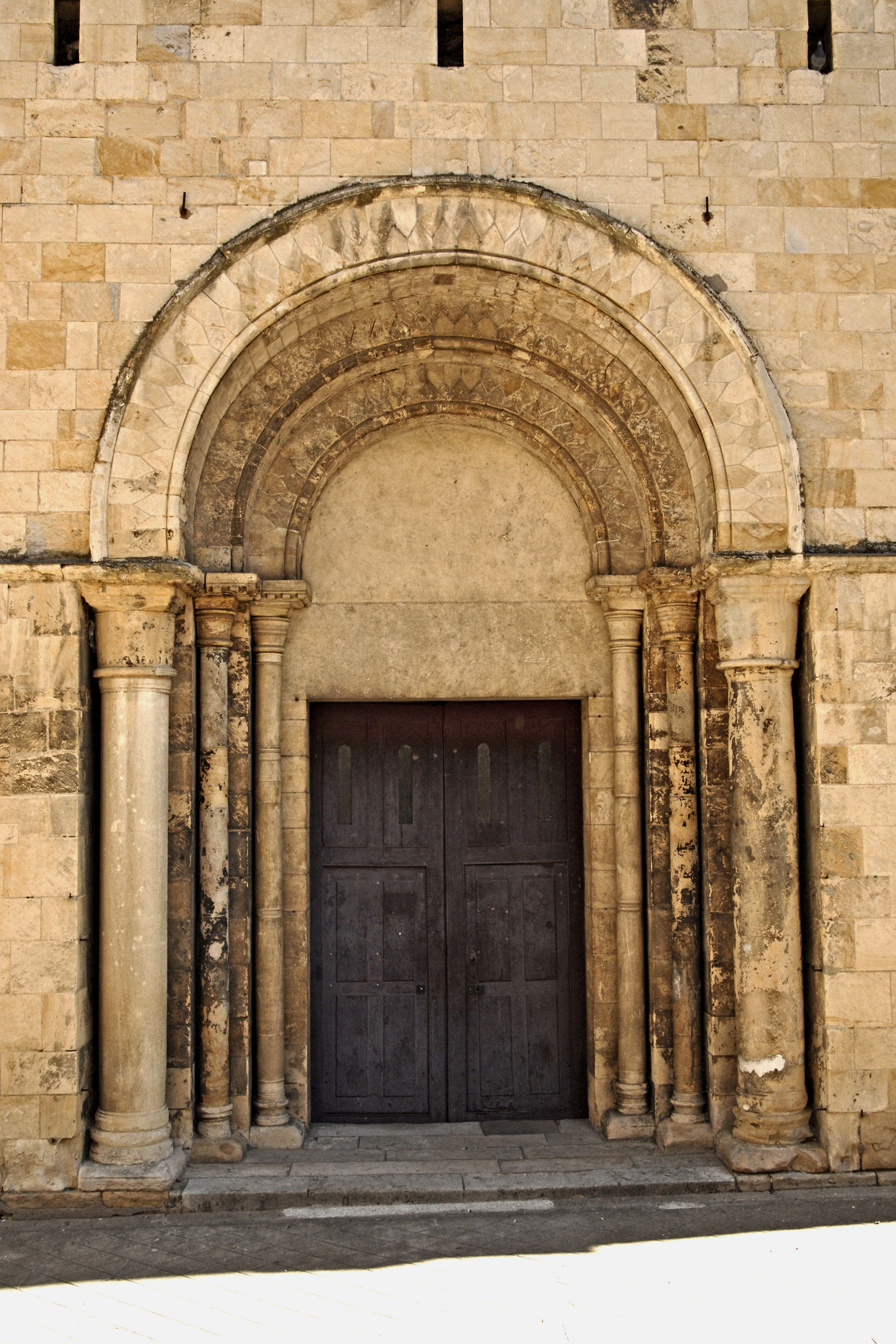
Hauptportal

Die heutige Fassade ist nicht mehr zu vergleichen mit der ursprünglichen, oder mit der der folgenden Jahrhunderte. Die Fassade besaß gegenüber den beiden heutigen Turmstümpfen, ursprünglich noch zwei zusätzliche Geschosse der Glockentürme. Die Außenwände der beiden Geschosse wiesen jeweils drei Fensteröffnungen (Schallluken) auf, mit dem in der Romanik üblichen skulpturalen Schmuck. Die ursprünglichen romanischen Turmhelme, in Form stumpfer Pyramiden, sahen ähnlich aus, wie die heutigen. Vermutlich wurden in nachromanischer Zeit die Turmhelme durch gotische Helme, in spitz zulaufender Form, ersetzt. Über diese Form der Türme gibt es heute noch alte Grafiken, die die Kirche nach dem 13. Jahrhundert, aber vor 1792 zeigt.
Die Fassade wird horizontal mit schmalen Kragprofilen in drei nahezu gleich hohe Geschosse unterteilt. In den beiden unteren Geschossen gibt es keine vertikale Unterteilung. Das dritte Geschoss weist eine vertikale Gliederung in drei Abschnitte auf, von denen der mittlere etwas breiter ist, als die äußeren, sinngemäß wie die Aufteilung der drei Schiffe. Am Giebel des Mittelschiffs, zwischen den beiden Türmen, sind drei rundbogige Fenster ausgespart, begleitet durch rundbogige Blendarkaden, deren Bögen an mozarabische Formgebung erinnern. Sie stehen auf Rundsäulen mit Kapitellen und Kämpferplatten, die wiederum auf einem gemeinsamen Kragprofil stehen. Knapp darunter, aber noch im selben Geschoss, ist ein großes rundbogiges Fenster angeordnet, dass in drei Aussparungen aufgeteilt ist, von schlanken Rundsäulen getrennt mit Kämpfern, Kapitellen und Basen. Die „Bögen“ sind dreieckig. Im Bogenfeld sind zwei kreisrunde Okuli ausgespart. Dieses Fenster wird in den Quellen als eine moderne Ergänzung erwähnt.
Beidseitig des Giebelfeldes springen die Vorderseiten der Türme um ein großes Stück zurück, erst oberhalb des Rücksprungs wird der Grundriss der Türme quadratisch. Mit dem allseitig geschlossenen Turmsockel, etwa zwei Meter hoch, enden heute die ehemaligen Glockentürme. Sie werden von einem auskragenden Traufgesims auf eng gestellten Kragsteinen abgeschlossen. Über diesem Profil folgten vor 1792 die Schallluken der Glockenstuben. Die flach geneigten Pyramidendächer sind mit roten Hohlziegeln eingedeckt.
Das Hauptportal ist ein dreistufiges Archivoltenportal. Die Kämpferprofile befinden sich genau auf Höhe des Kraggesimses, das die beiden unteren Geschosse teilt. Der äußere der halbkreisförmigen Archivoltenbögen ist breiter, als die beiden inneren. Alle Bögen sind auf den Stirn- und Innenseiten mit einfachen Rautenähnlichen geometrischen Mustern geschmückt. Ihr Kanten sind mit einem Rundprofil gebrochen. Entsprechend den Bögen sind die äußeren Rundsäulen deutlich kräftiger als die inneren. Zwischen den Säulen schauen Begleiter mit rechtwinkligen Kanten hervor. Die Kapitelle sind schlicht geformt, ihre Kämpfer ebenso profiliert. Ihre Basen stehen auf quadratischen Plinthen. Das Tympanon und der Sturz darunter sind nicht strukturiert. Sie besaßen aber vermutlich ursprünglich einen Reliefschmuck.
Die Fassade besitzt insgesamt elf schlitzartige Aussparungen, die auf eine ehemalige verteidigungstechnische Ausstattung der Kirche hinweisen. In den Achsen der Türme sind je vier Schießscharten übereinander, und zentriert über dem Hauptportal noch einmal drei solcher Öffnungen ausgespart.

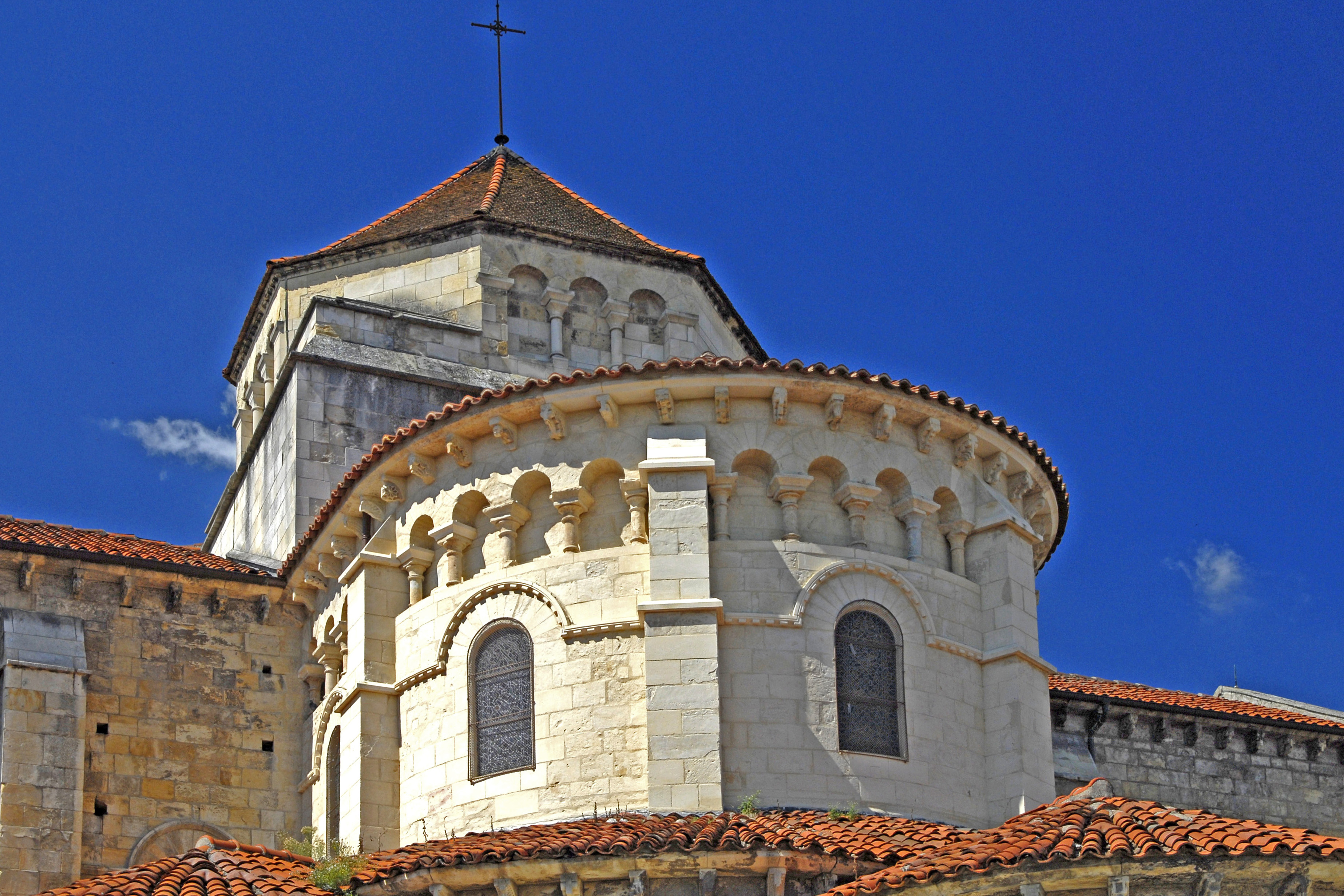
Chorapsis

Auf den ehemaligen Narthex weisen an der heutigen Fassade nur noch geringe Spuren hin. Knapp unter dem die Fassade teilenden Kragprofil zwischen dem 2. und 3. Geschoss gibt es noch elf Kragsteine, auf denen einmal Holzbalken der Dachkonstruktion des Narthex aufgelegt waren. Genauere Information über das Aussehen der Vorhalle findet man auf einer alten grafischen Darstellung der Fassadenfront, einschließlich der ehemaligen Glockentürme. Sie zeigt den Zustand nach Errichtung der gotischen Turmhelme und vor deren Abbruch im Jahr 1792. Es muss ein offener Narthex gewesen sein. Er erstreckte sich über die ganze Breite der Fassade und war vermutlich etwa so breit wie die Joche des Schiffs. Er war überdeckt von einer hölzernen Pultdachkonstruktion, auf der Traufseite etwa so hoch wie die beiden unteren Fassadengeschosse. Der Pultdachfirst reichte bis unter die Fensterbank der oberen drei Fassadenfenster. Die Grafik zeigt eine zentrale rundbogige Portalöffnung, deren Scheitel etwa bis zur halben Traufhöhe reichte. Sie war auf beiden Seiten von je zwei etwas kleineren rundbogigen Durchlässen flankiert. Die zentrale Öffnung war unterteilt durch zwei schlanke Säulen mit kleineren Bögen darüber. Die anderen Öffnungen besaßen je eine Mittelsäule, auf denen sich zwei kleine Bögen abstützten. In den entstandenen Bogenfeldern hat man Öffnungen in Form vierstrahliger Sterne ausgespart. Auf den Wandstücken zwischen den Durchlässen und an den Enden des Narthex waren weit ausladende Strebepfeiler angeordnet, die bis etwa zwei Drittel der Traufhöhen reichten. Über dem zentralen Portal befindet sich ein Relief mit einer Pietà. Darunter erkennt man ein Wappenschild mit Schlüssel. Das flach geneigte Pultdach des Narthex war mit den gleichen Hohlziegeln eingedeckt wie die anderen Dächer der Kirche.

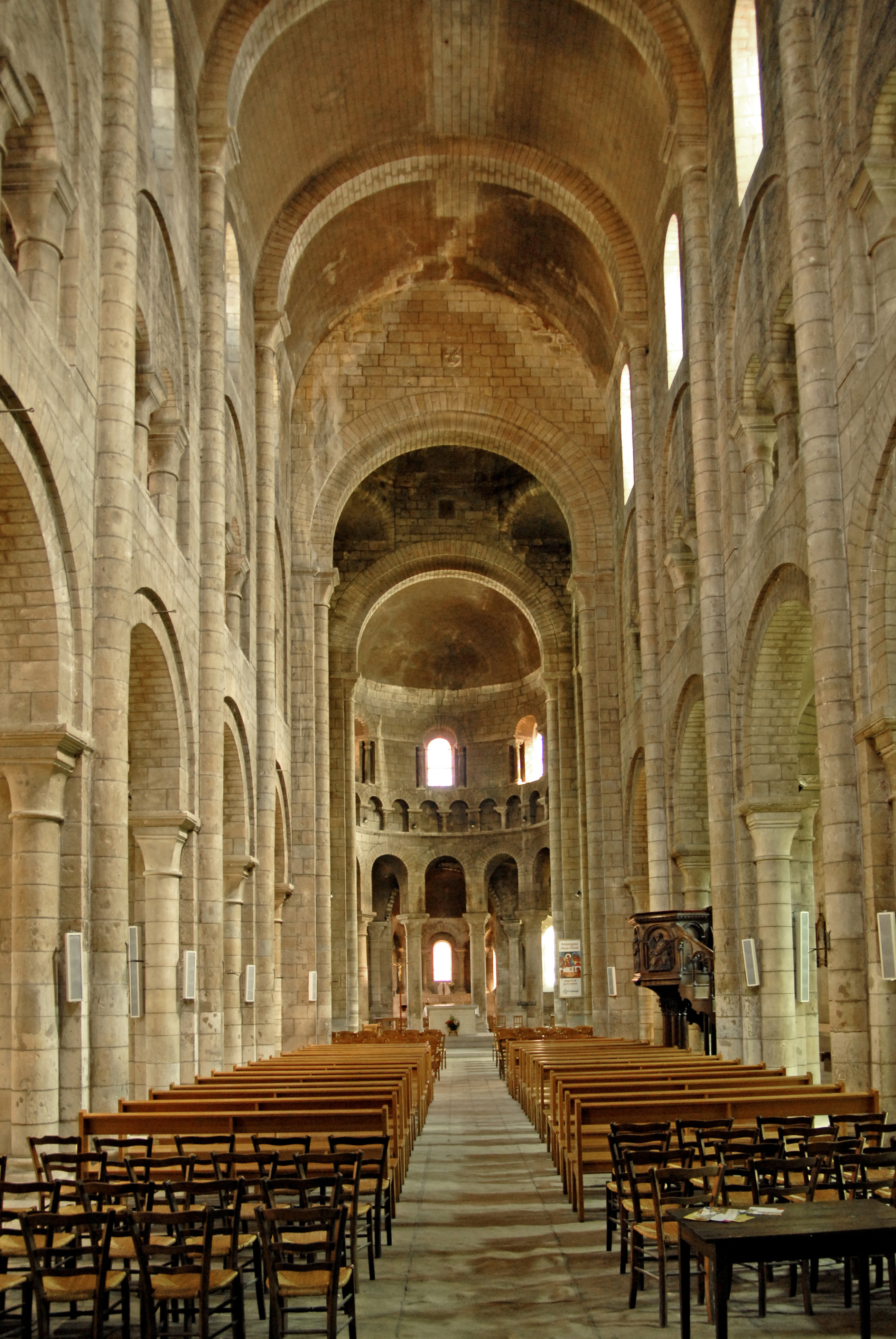
Mittelschiff, zum Chor

#### Querhaus
Die Querhausarme ragen weit über die Langhausbreite hinaus. Die Höhe des Querhauses ist deutlich geringer als die des Mittelschiffs, sie entspricht der Höhe des Chores. Der Giebel der Querhausarme überragt die leicht geneigten Satteldächer nur geringfügig. Die Ecken der Querhausarme werden beidseitig von kräftigen Wandpfeilern verstärkt und reichen bis auf ein kurzes Stück unter die Traufhöhen und sind oberseitig steil abgeschrägt. Die Giebelwände werden in drei Geschosse gegliedert und von einem Giebeldreieck gekrönt. Im Erdgeschoss gibt es eine rechteckige Türöffnung, auf der Nordseite etwas aus der Mitte versetzt. Im zweiten Geschoss sind zwei rundbogige Fenster ausgespart, deren Keilsteine außen von einem schmalen Kragprofil umschlossen werden, die in Höhe der Bogenansätze waagerecht abknicken und bis gegen die Pfeilervorlagen verlaufen. In der dritten Etage gibt es einen hohen Arkadenfries, der mit seinen sechs schlanken Rundsäulen auf einer auskragenden Fensterbank steht. Die Arkadenbögen sind abwechselnd halbkreisförmig und dreieckförmig und stehen auf skulptierten Kapitellen. In drei der fünf Arkadennischen sind rundbogige Fensteröffnungen eingestellt. Das Giebeldreieck wird von einem auskragenden Profil allseitig eingerahmt. Der waagerechte Dreieckschenkel wird von einem kreisrunden „Ochsenauge“ (Okulus) durchstoßen, dessen Keilsteine ebenfalls mit einem schmalen Kragprofil eingefasst sind.

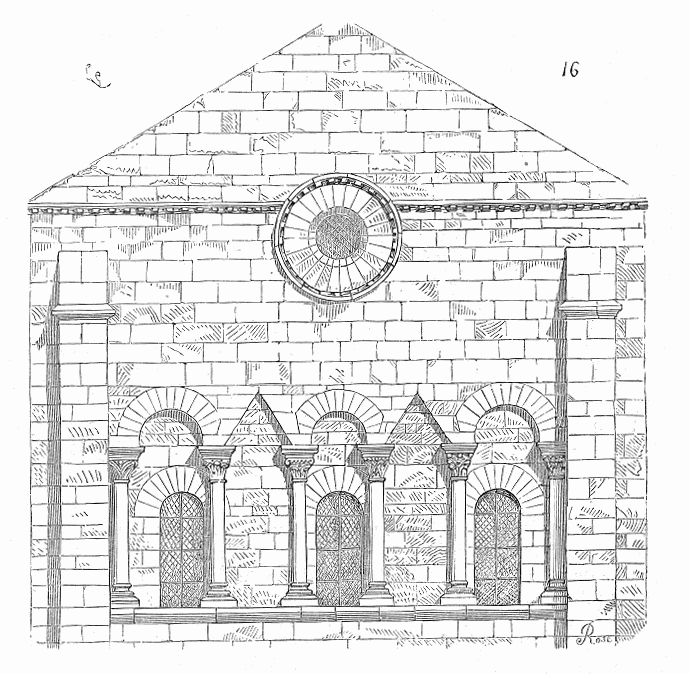
Querhausgiebel, Grafik 19. Jh., Viollet le Duc

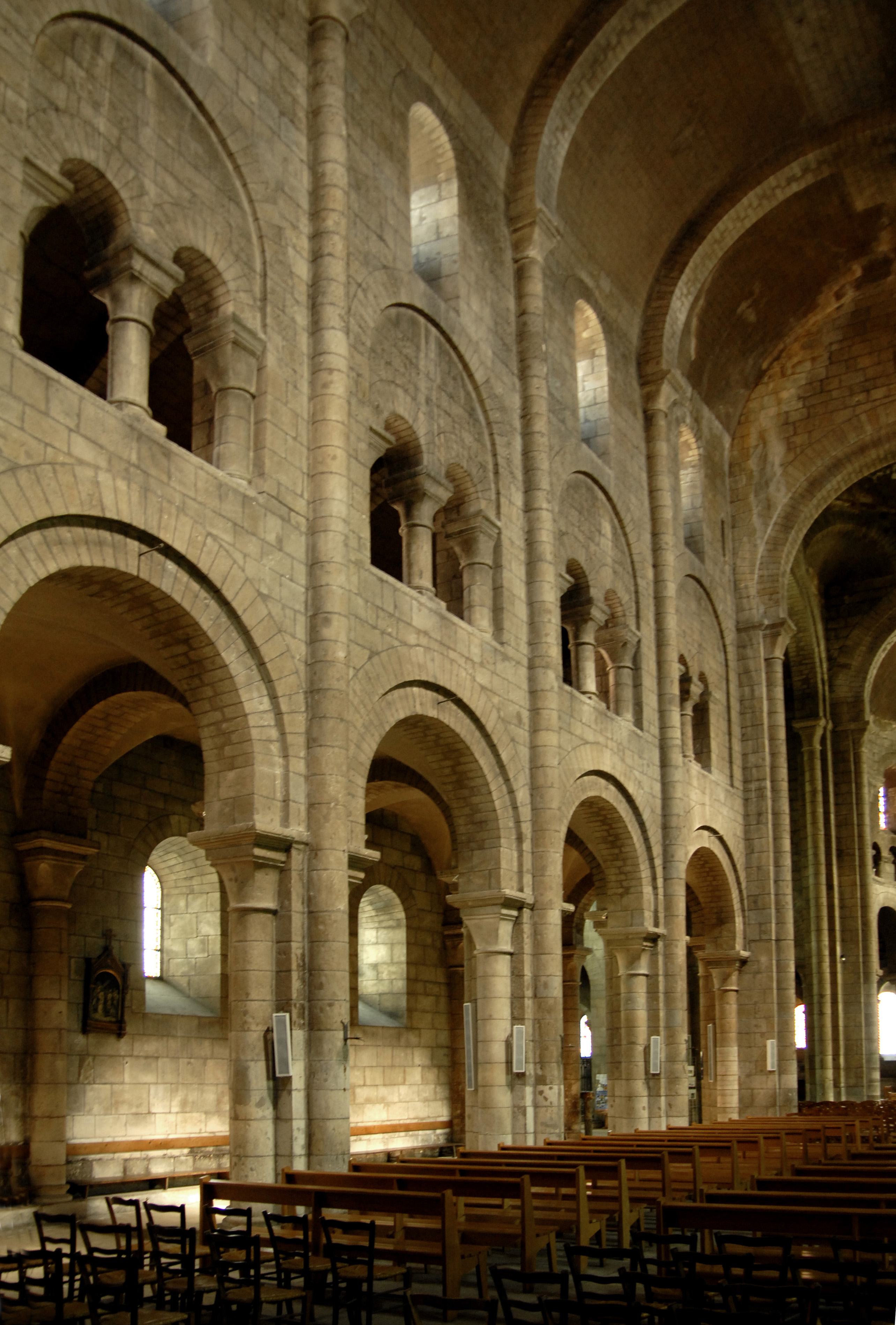
Mittelschiff, nördliche Scheidewand

Auf den westlichen Wänden der Querhausarme gibt es zwei rundbogige Fenster, ähnlich denen im ersten Obergeschoss des Querhausgiebels, einschließlich der Kragprofil-Ausschmückung. Die östlichen Wandflächen, die über die dort anschließenden Gebäudeteile hinausragen, werden einmal mit einer kräftigen Wandpfeiler geteilt, genau über der darunter anschließenden Umgangswand. Die äußeren Wandabschnitte oberhalb der Kapellen werden jeweils durch eine Reihe von drei, bzw. zwei darüber liegenden rundbogigen Fenstern gegliedert. Die inneren Wandabschnitte über dem Dach des Umgangs haben nur je ein Fenster.
Die Traufen, die Dachform und die Dacheindeckung der Querhausarme entsprechen denen des Langhauses.
An die östlichen Wände der Querhausarme sind im Grundriss halbkreisförmige Kapellenapsiden angebaut. Die südliche Kapelle wurde im Jahr 1910 rekonstruiert und ersetzte dadurch den neuzeitlichen Anbau eines rechteckigen Lagerraumes. Die flach geneigten Halbkegeldächer der Querhauskapellen bleiben deutlich unter den Dachhöhen der Umgangskapellen. Die Kragsteine der weit ausladenden Traufgesimse sind vielfältig skulptiert. Drei rundbogige Fensteröffnungen mit Kragprofil-Dekor wechseln sich mit zwei rechtwinkligen Wandpfeilern ab.
Der quadratische Sockel des ehemaligen Vierungsturms ragt im Ausmaß der Vierung aus den Dachflächen des angrenzenden Baumkomplexes heraus bis knapp unter den Dachfirst des Langhauses. Der Kubus wird darüber allseitig mit einer dachartigen Abdeckung auf einen kleineren verjüngt. Darüber beginnt der achteckige, etwa 1,50 m hohe Stumpf des Turms. Die beim Übergang vom Quadrat zum Achteck entstandenen oberseitigen dreieckigen Öffnungen sind ebenfalls mit kleinen „Dächern“ abgedeckt. Am Übergang der Viereckseiten in die des Achtecks ist ein Blendarkadenfries mit drei Bogennischen eingearbeitet. Darüber gab es ursprünglich noch drei Etagen des Vierungsturms, allseitig mit je zwei rundbogigen Fenstern (Schallluken), die paarweise in einer gemeinsamen Bogennische standen. Heute ist der Turmstumpf mit einer achteckigen Pyramide mit etwa 45 Grad Neigung überdacht.

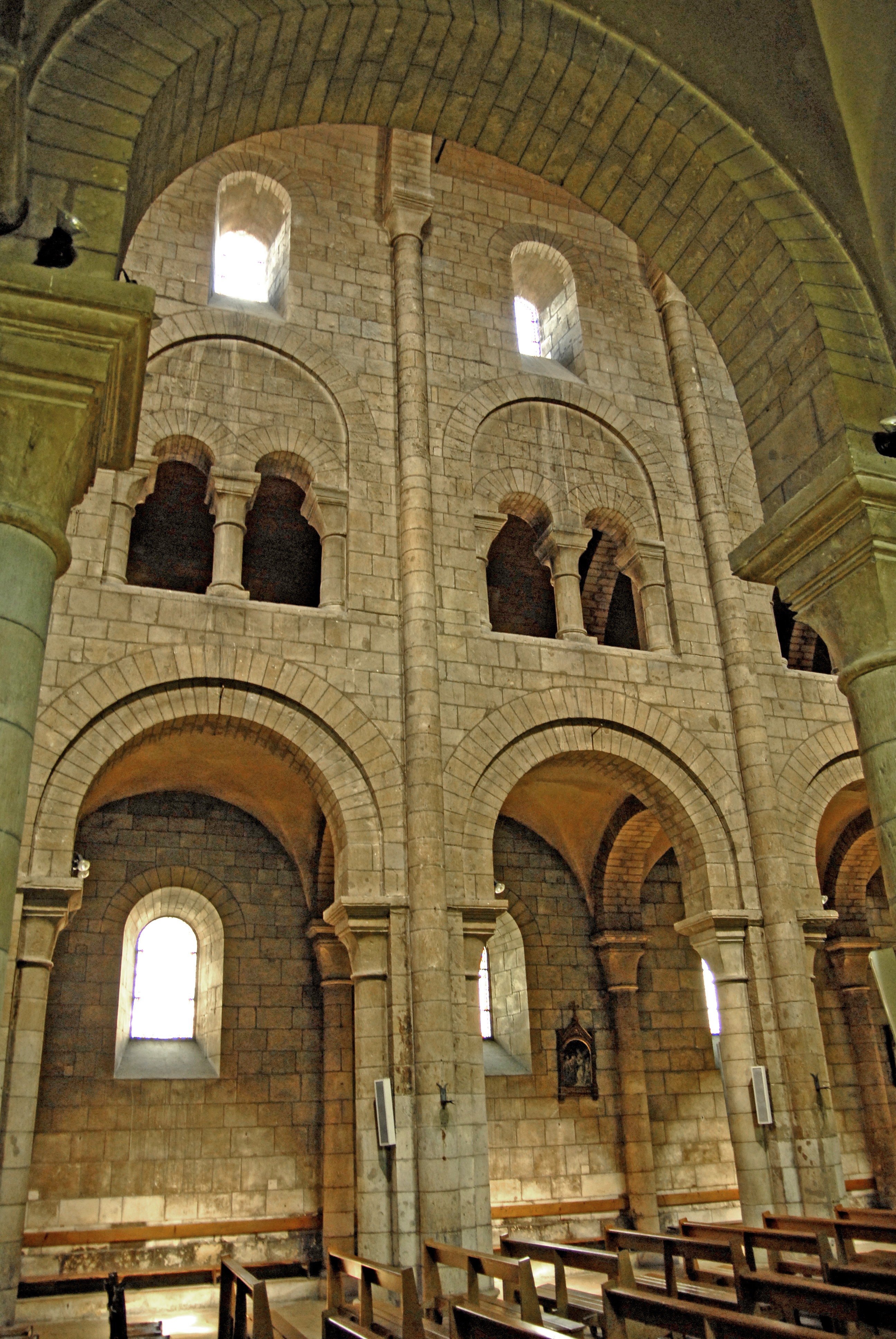
Mittelschiff, die drei Geschosse

In den Winkeln zwischen den Querhausarmen und dem Mittelschiff sind zwei Treppenhaustürmchen angeordnet, die mit ihren kleinen Walmdächern fast bis zum First des Mittelschiffs reichen. Eine Spindeltreppe führt von den Tribünen über die Seitenschiffen in den Vierungsturm.

#### Chorhaupt
Die aus dem Dach des Umgangs herausragenden Wände des Chors sind fast genauso hoch wie die Außenwände des Umgangs. Der Chorgrundriss besteht aus einem Joch und der halbkreisförmigen Apsis. Die Dachform ist dementsprechend zusammengesetzt aus einem flach geneigten Satteldach und einem halben Kegeldach. Die Traufausbildungen entsprechen denen der Querhauskapellen. Die Chorwände werden durch vier kräftige, oberseitig dachförmig abgeschrägte Strebepfeiler in fünf gleich breite Felder gegliedert. Im Zentrum der Felder öffnet sich jeweils ein rundbogiges Fenster, verziert mit den Kragprofilen, die waagerecht um den gesamten Chor herumlaufen. Zwischen den Fenstern und der Traufe sind Zwerggalerien eingebaut, die jeweils vom einen Strebepfeiler bis zur nächsten reichen. Sie bestehen jeweils aus vier Rundbögen und fünf freistehenden Rundsäulchen mit schlichten Kapitellen, profilierten dicken Kämpfern und profilierten Basen.
Vom Chorumgang ist nur wenig zu sehen, da er weitgehend von den Umgangskapellen verdeckt wird. In den verbleibenden Zwischenräumen findet sich jeweils eine rundbogige Fensteröffnung, etwas höher als die der Kapellen.

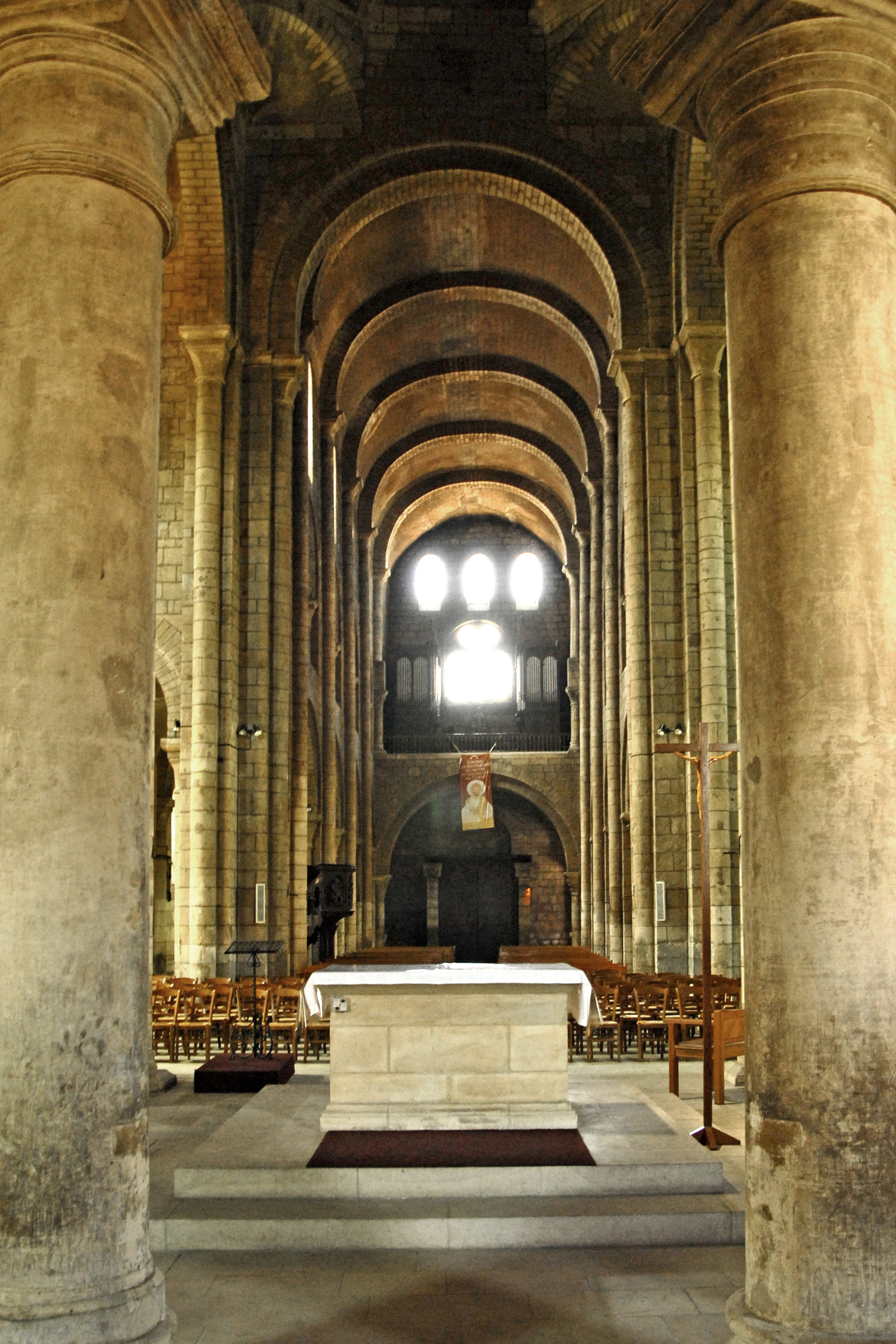
Mittelschiff, aus Chorumgang, im ersten Joch eine Empore

Die drei Umgangskapellen sind ähnlich ausgestattet wie die etwas kleineren Querhauskapellen. Die Scheitelkapelle besitzt rechtwinklige Wandpfeiler, die beiden anderen dreiviertelrunde Säulen. Die südöstliche Kapelle ist wie die Kapelle des südlichen Querhausarms eine Rekonstruktion. Hier hatte man eine neuzeitliche Sakristei angebaut. Die Firste der Umgangskapellen liegen deutlich höher als die Traufen des Umgangs, sie schieben sich deshalb über die Dachfläche des Umgangs bis etwa zur Hälfte der Umgangsbreite.
Alle Dächer des Chorhauptes sind wie die anderen Dächer mit roten Hohlziegeln eingedeckt.

### Inneres

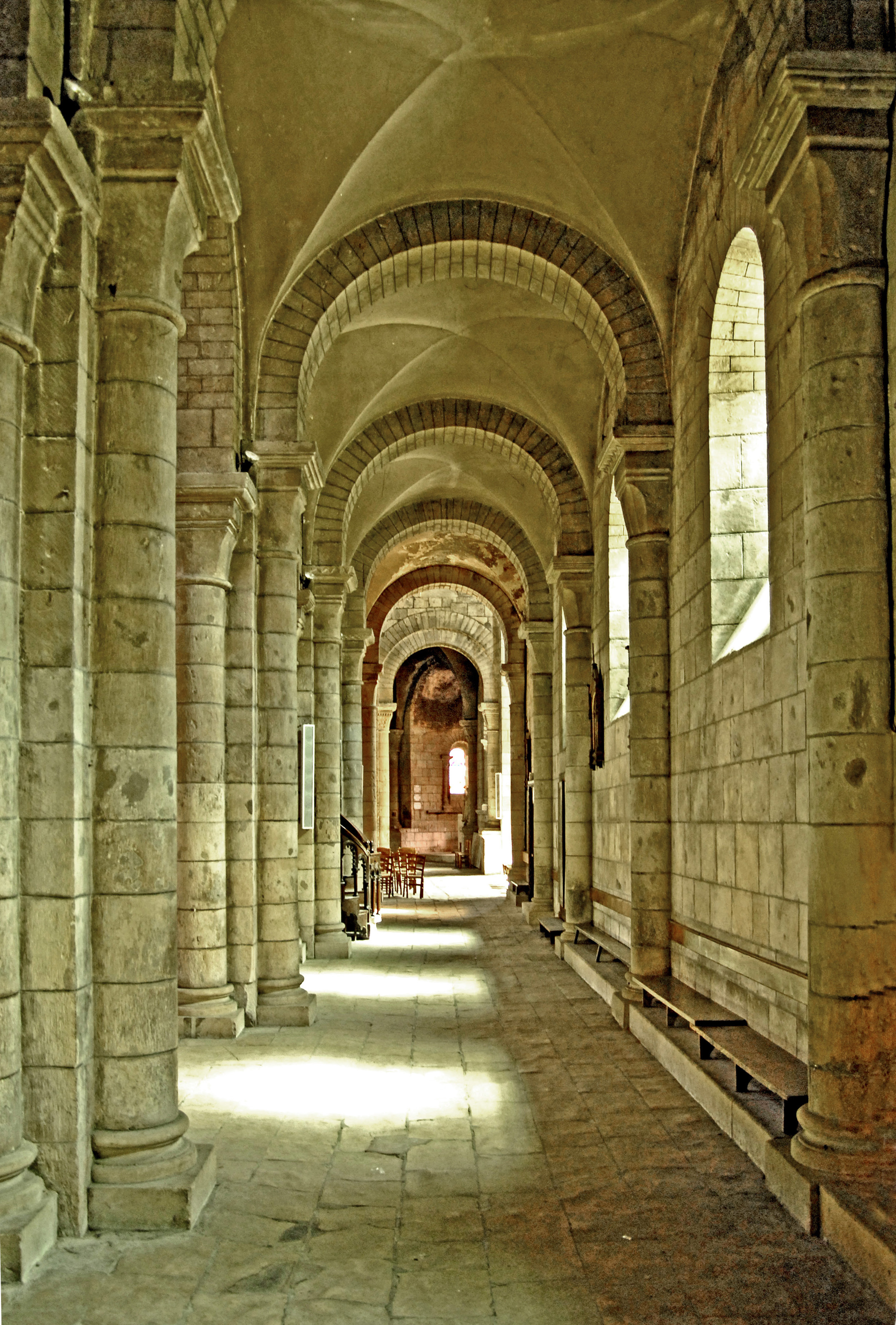
Südliches Seitenschiff

#### Langhaus
Das dreischiffige, sechsjochige Langhaus hat einen basilikalen Aufriss mit drei Geschossen: Arkadenzone, Tribünenzone und hoher Obergaden gemäß der besonders kühnen Überhöhung des Mittelschiffs. Das Mittelschiff ist mit einer halbkreisförmigen Tonne auf kräftigen Gurtbögen mit Rechteckquerschnitt überwölbt, die Seitenschiffe mit Kreuzgratgewölben auf ebensolchen Gurtbögen. Die viertelkreisförmigen Einwölbungen und Gurtbögen der Tribünen (auch Emporen) stemmen sich gegen die seitliche Schubkräfte aus der Wölbung des Mittelschiffs. Wenn man sich den Querschnitt des Langhauses betrachtet, muss man an den Aufriss späterer gotischer Kirchen denken, deren äußere Strebepfeiler ähnliche Formen aufweisen wie die Schnittflächen der Viertelkreiswölbungen und Gurtbögen. Das Anheben der Gewölbe um die Obergadenzone war in damaliger Zeit ein derart gewagtes baustatisches Experiment, dass es in der romanischen Epoche keine Nachfolge gefunden hat.
Ähnlich der Aufteilung der Außenansicht unterscheidet sich auch im Inneren das erste Joch von den fünf anderen.

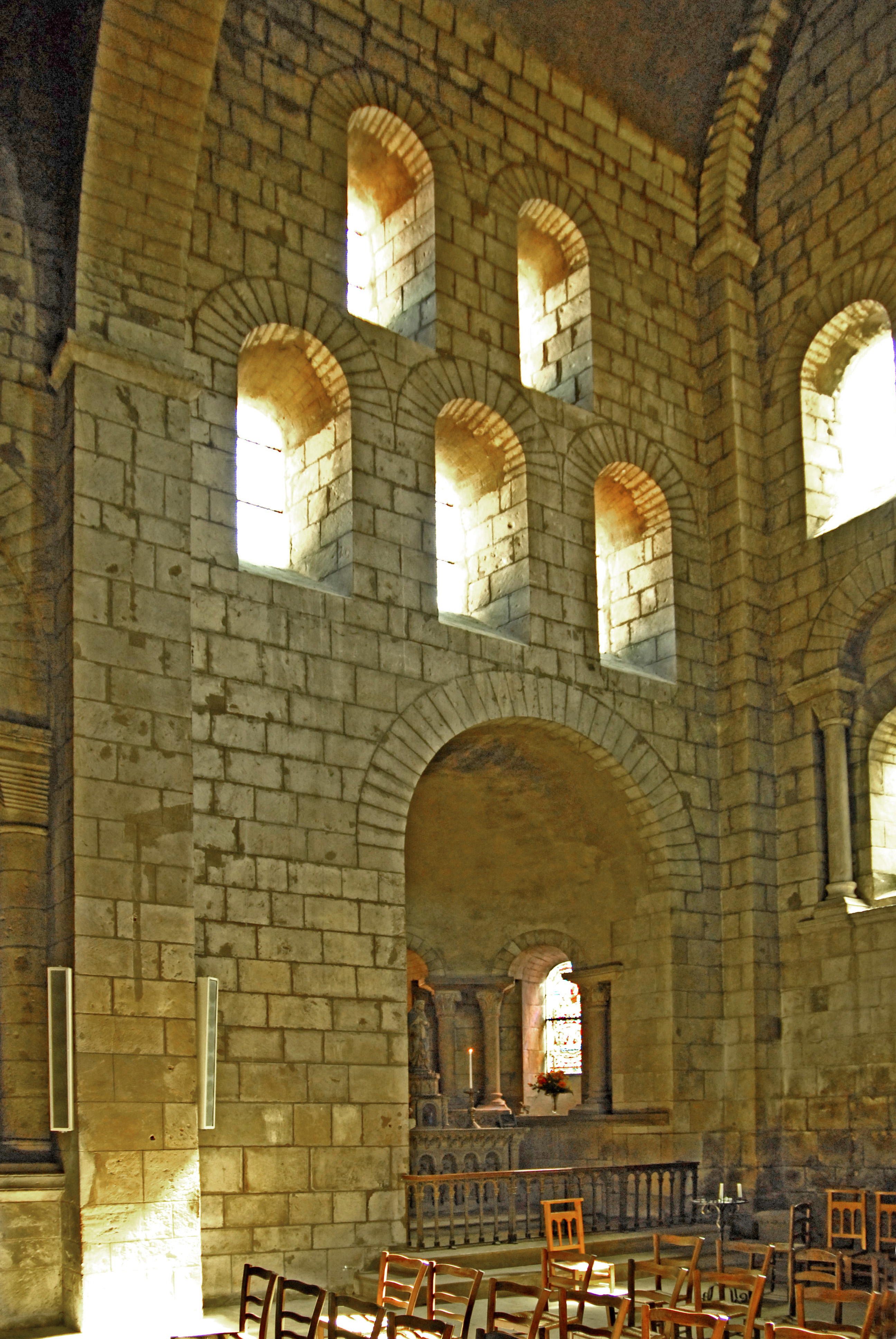
Südlicher Querhausarm, Ostwand mit Kapelle

Zu den Jochen 2 bis 6: Die tragenden Pfeiler der Arkadenzone sind quadratisch und so dick wie die darüber aufgehenden Scheidewände. Auf allen vier Seiten dieser Pfeiler sind im Querschnitt „alte“ halbkreisförmige Dienste vorgeblendet, deren Höhe von ihren Aufgaben abhängen. Die zum Schiff weisenden Dienste reichen ohne Unterbrechung bis hinauf zu den Bogenansätzen, wo schlichte Kapitelle und Kämpferplatten vom halbrunden zum rechteckigen Querschnitt der Konstruktionsteile überleiten. Die Dienste auf den Ost- und Westseiten der Pfeiler mit ihren schlichten Kapitellen und Kämpfern reichen bis zu den Ansätzen der Scheidbögen zwischen den Schiffen, deren doppelte Bögen aus Keilsteinen im Querschnitt abgestuft sind. Die Dienste und deren Kapitelle auf beiden Seiten des Seitenschiffe reichen geringfügig höher, vor allem wegen der geringeren Spannweite der Seitenschiffe.
In der Emporenzone gibt es beidseitig der Scheidewände jeweils eine große, aber geringfügig tiefe rundbogige Wandnische, in die ein Biforium eingestellt ist, aus zwei runden Bögen, auf drei kurzen Säulen mit schlichten Kapitellen und Basen. Die Biforien befinden sich knapp über den Fußböden der Tribünen. Die Tribünen weisen zum Schiff hin keine Brüstungen auf.
Knapp über dem Scheitel der Wandnische und zentral im Joch sind die rundbogigen Obergadenfenster angeordnet, die dem romanischen Schiff zu der besonderen Lichtfülle verhelfen. Kurz darüber beginnt die Wölbung des Mittelschiffs.

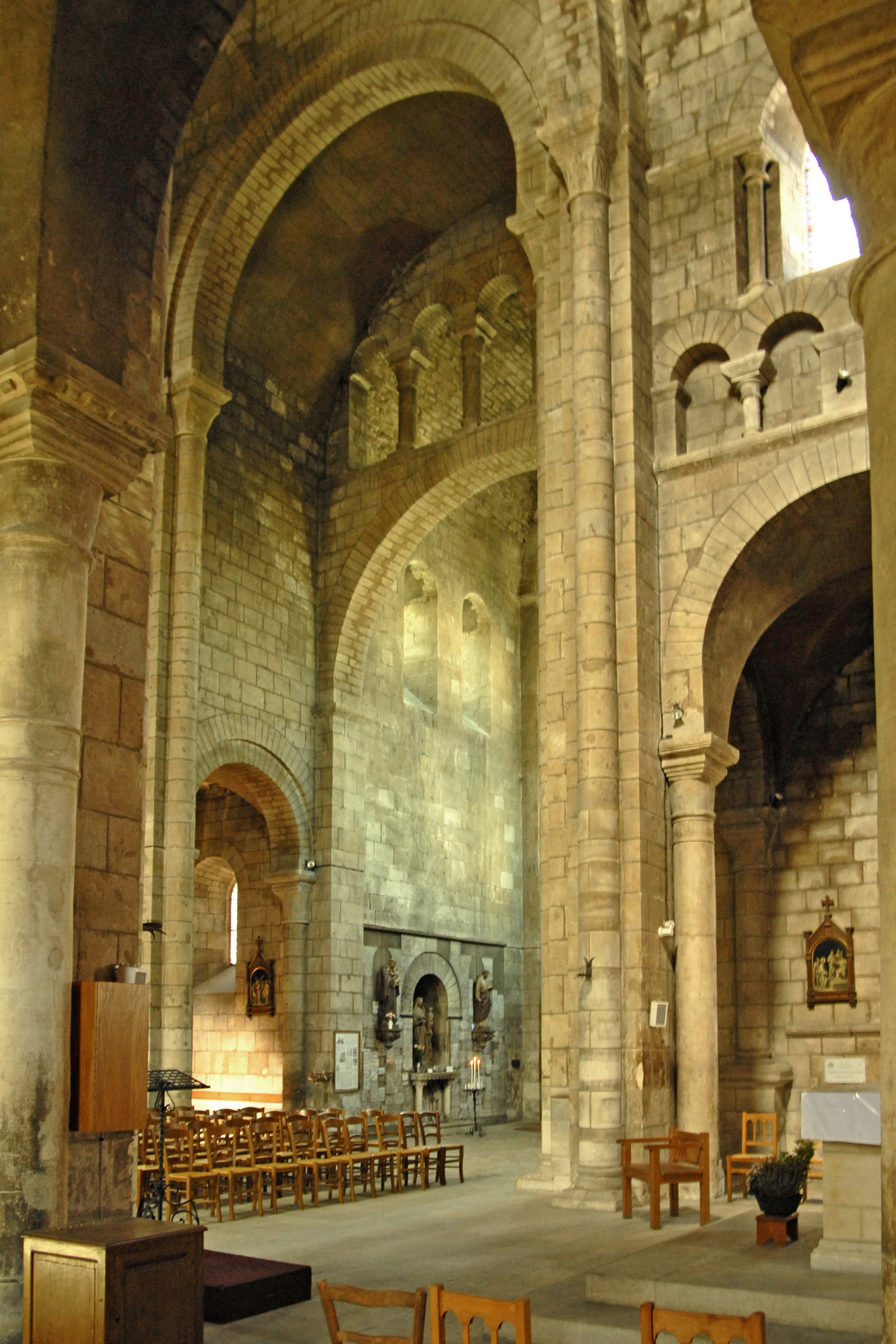
Nördlicher Querhausarm, mit Schwibbogen, aus Chor

Zum Joch eins : Im ersten Joch befindet sich im Bereich des Mittelschiffs eine Empore in Höhe derjenigen der Seitenschiffe. Man kann hier also von der südlichen Tribüne zur nördlichen wechseln. Hier ist beidseitig der zentralen Fassadenfenster die Orgel untergebracht. Statt der Biforien gibt es Wanddurchlässe in Größe der Wandnischen in den Jochen 2 bis 6. Zwischen dem ersten und zweiten Joch liegt die Kante der Mittelschiffempore auf einem großen, halbkreisförmigen, im Querschnitt abgestuften Bogen, der die ganze Mittelschiffbreite überspannt, und an den Pfeilern des Mittelschiffs auf relativ kurzen Diensten mit Kapitellen ruht. Oberhalb der Empore werden diese Dienste mit kurzen Dienststücken und Kapitellen fortgesetzt. Darüber geht es weiter mit Diensten bis zum Gewölbeansatz, wie sie im übrigen Schiff eingesetzt werden.

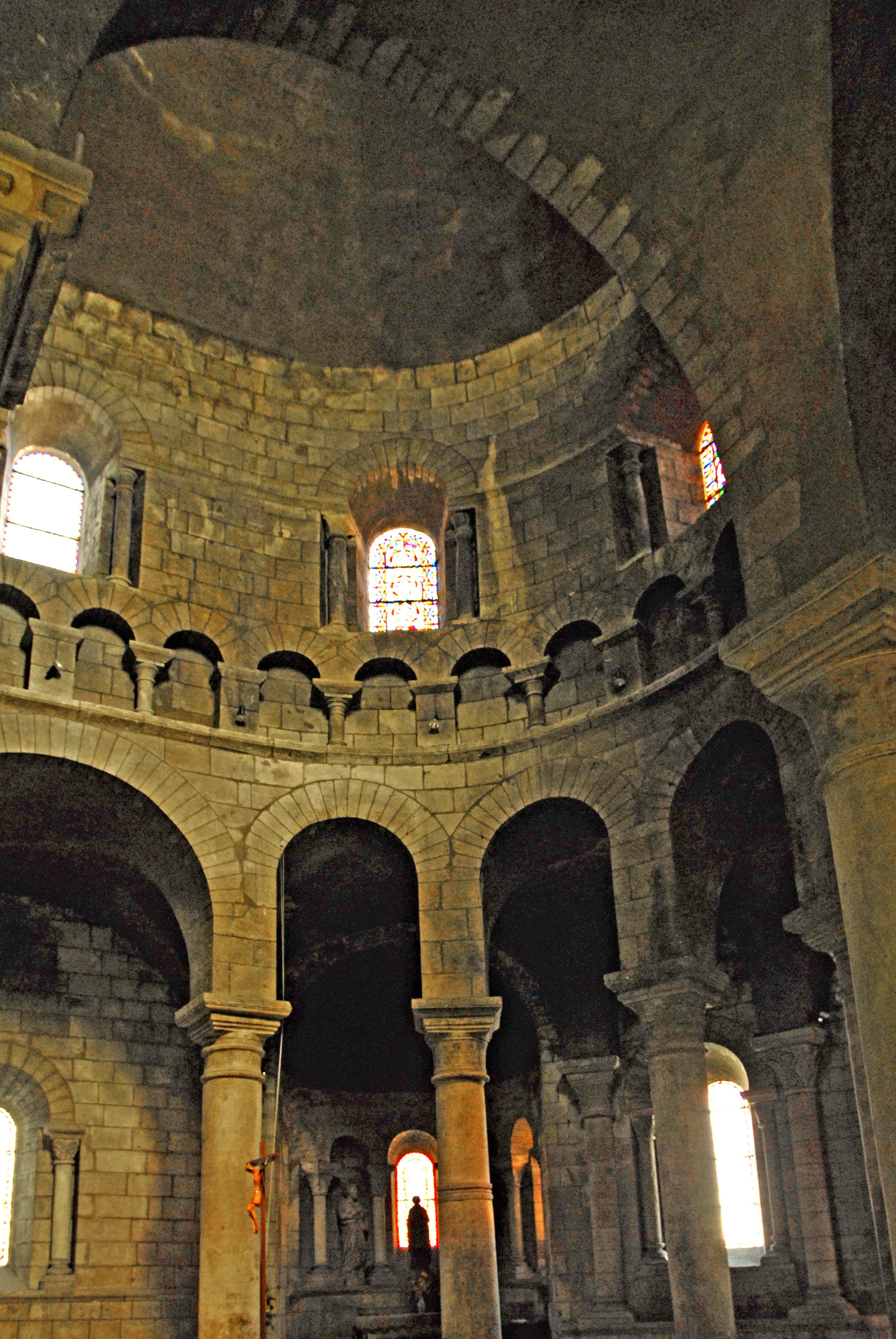
Chorapsis aus Umgang

In der dicken Fassadenwand sind auf beiden Seiten des Langhauses Spindeltreppen eingebaut, die zu den Emporen und zu den höheren Geschossen der Fassadentürme führen.

#### Querhaus
Die Vierungswände bilden ein Quadrat, das auf untereinander gleich hohen halbkreisförmigen Bögen aufsteht, deren Kanten durch Rückversätze gestaltet sind, und deren Enden auf gleich hohen schlichten Kapitellen mit Kämpfern ruhen. Die Kerne der Vierungspfeiler sind kreuzförmig, deren vier Stirnseiten sind von „alten“ halbrunden Diensten bekleidet.
Knapp über den Bögen der Vierung sind in deren Ecken gefächerte Trompen eingebaut, die vom quadratischen Umriss des Raums darunter zu dem achteckigen Umriss darüber führen, wo ein Stück senkrechter Achteckwände folgt, ein achteckiger Tambour. Fast schon in Höhe des Scheitels der Mittelschifftonne geht der Tambour nahtlos in die oktogonale Kuppelwölbung über, deren Scheitel den des Mittelschiffs deutlich überragt. Die Kuppel befindet sich bereits in dem von außen sichtbaren achteckigen Turmstumpf.

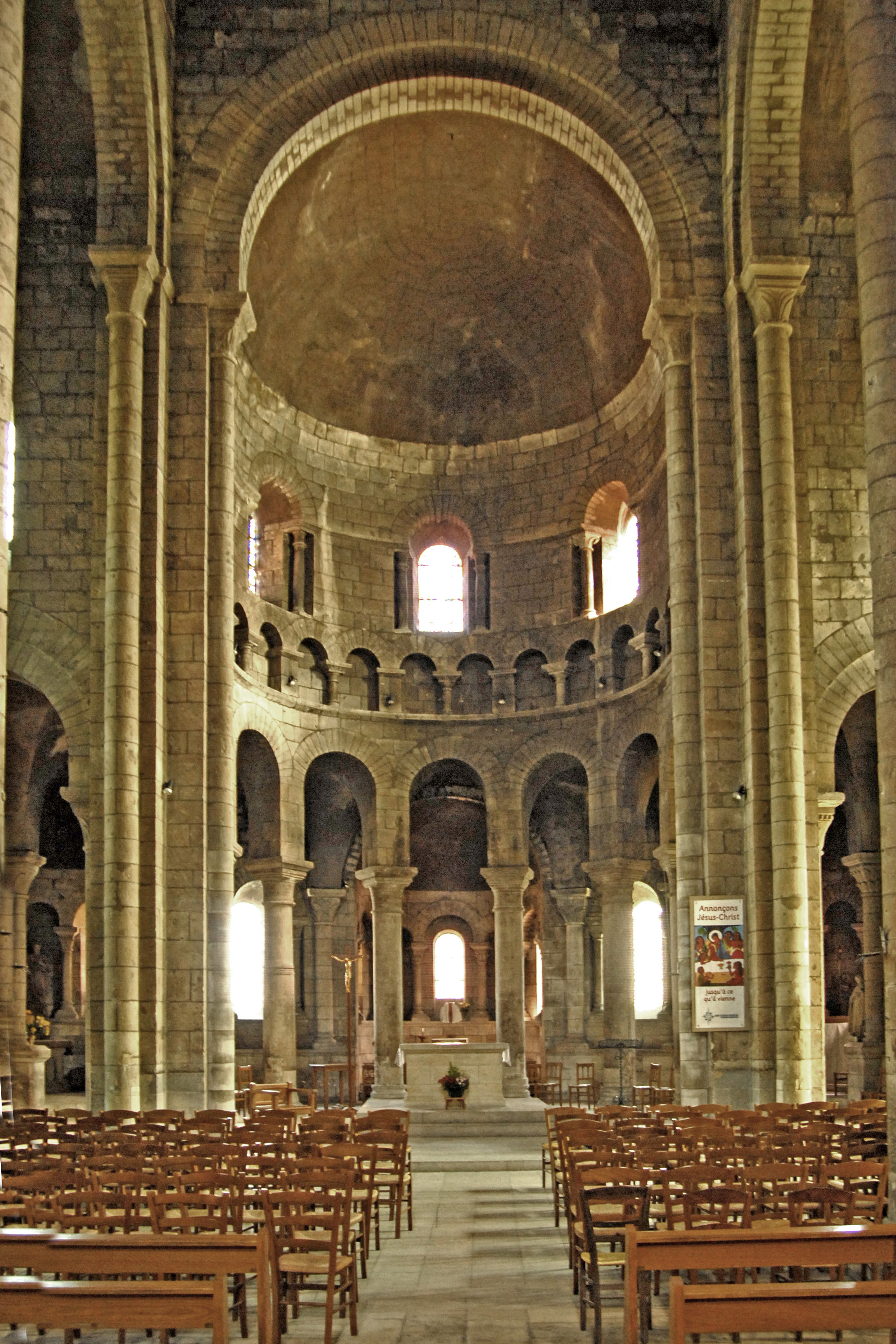
Vierung und Chor

Die Querhausarme haben jeweils zwei Joche, ein schmales, in Verlängerung der Seitenschiffe, und ein deutlich breiteres, das von der Giebelwand begrenzt wird. Die Querhausjoche werden getrennt durch eine Scheidewand, die von einem halbkreisförmigen Schwibbogen getragen wird. Der Bogenansatz, etwa in Höhe der Seitenschiffdecke, wird durch einen profilierten Kämpfer markiert, der auf massiven rechteckigen Pfeilervorlagen aufliegt. Die Scheidewand selbst wird fast gänzlich aufgelöst durch eine Reihe von fünf offenen Arkaden, aus Rundbögen auf profilierten Kämpfern und schlichten Kapitellen, die auf schlanken Rundsäulen mit profilierten Basen aufsitzen.
In den Außenwänden der Querhausarme gibt es in jedem insgesamt 13 rundbogige Fenster, in der Giebelwand fünf, in der Ostwand sechs und in der Westwand zwei, die drei Fenster der Kapelle nicht mitgerechnet. Die unteren beiden Fenster der Giebelwand sind in einem Blendarkadenfries untergebracht. Die übrigen Fenster bleiben schmucklos.
Anders dagegen sind die drei Fenster der Querhauskapellen mit einem umlaufenden Arkadenfries geschmückt, deren Bögen auf Rundsäulchen mit weit ausladenden Kämpferplatten, Kapitellen und Basen aufstehen. Die halbkreisförmigen Wände der Kapellen gehen ohne Zäsur in ihre viertelkugelförmigen Wölbungen über.

#### Chor mit Umgang und Kapellenkranz
Der Chorraum besteht aus einem Joch und der halbkreisförmigen Apsis, die von sechs eng gestellten Rundsäulen umschlossen wird, ergänzt durch „alte“ dreiviertelrunde Dienste an den Vierungspfeilern. Auf den schlicht gestalteten Kapitellen und profilierten Kämpfern folgen zunächst quadratische Pfeilerstücke, die zu einer erheblichen Stelzung der Bogenläufe führen. Dann erst kommen die halbkreisförmigen Bögen aus glatten Keilsteinen. Knapp darüber schließt ein um den Chor herumgeführtes profiliertes Gesims das erste Geschoss ab.
Zwischen dem Kragprofil und den Obergaden ist eine umlaufende Zwerggalerie angebracht. Die kleinen Keilsteinbögen sind auf profilierten Kämpferplatten aufgerichtet, die abwechselnd auf Wandpfeilern und Säulen mit schlichten Kapitellen aufliegen. Unmittelbar auf den Keilsteinen der Bögen beginnen die fünf Obergaden. Ihre Keilsteinbögen stehen auf schlanken Säulchen mit schlichten Kapitellen, Kämpfern und Basen, die in einem Rückversatz der Fensterleibung untergebracht sind.
Noch ein gutes Stück weiter aufwärts beginnen die Wölbungen des Chors aus einer Tonne, die ohne Zäsur in die Kalotte über der Apsis übergeht. Am waagerechten Wölbungsansatz gibt es kein Profil, stattdessen einen Wechsel in der Farbe der Oberflächen. Die Wölbung des Chors wurde mit einer dunkelbraunen Lasurfarbe behandelt.
Der Chorumgang besitzt die gleiche Breite wie die Seitenschiffe. Er wird zum Chor hin durch dessen Arkadenzone begrenzt. Auf der Außenseite umschließen den Umgang zwei geradlinige und zwei gekrümmte Wandabschnitte und dazwischen die rundbogigen Öffnungen zu den Chorkapellen. Der Umgang wird von einem Kreuzgratgewölbe auf Gurtbögen überdeckt. Diese beginnen chorseitig auf den Kapitellen der Chorarkaden, gehen von dort strahlenförmig oder radial aus und enden an den Außenwänden auf den dort seitlich der Öffnungen zu den Kapellen angeordneten halbrunden Diensten mit Kapitellen und Kämpfern. Ihre Basen stehen auf Pfeilervorlagen und vorspringenden Wandsockeln. Die Bögen der vier Fenster des Umgangs sind auf schlanken Säulen errichtet, mit Kapitellen, Kämpfern und Basen in Rückversätzen der Fensterleibungen. Die Fenster der Umgangskapellen sind ähnlich denen der Querhauskapellen geschmückt. Die Gewölbe in den Umgangskapellen und im Chorumgang sind vom Kerzenruß stark geschwärzt.